# Morenga (Roman)
Morenga ist ein postkolonialer Roman von Uwe Timm. Das Werk erschien 1978 in der AutorenEdition.
Der Titel leitet sich von Jakobus Morenga (auch Marengo) her, einem der bekanntesten Anführer im Aufstand der Herero und Nama in Deutsch-Südwestafrika Anfang des 20. Jahrhunderts. Dieser Aufstand bildet einen Schwerpunkt des Romans, erzählt weitgehend aus der Sicht der Deutschen. Der Roman zeichnet sich durch hohe Detaildichte aus, zudem streut der Autor reale Berichte und Dokumente ein, wodurch der Eindruck von Historizität zusätzlich verstärkt wird.
Die Handlung des Romans wird aus der Sicht des deutschen Veterinärs Gottschalk geschildert, der sich freiwillig zur deutschen Schutztruppe gemeldet hat.
Der Roman wurde 1983/84 von Egon Günther in Südafrika unter dem Titel Morenga verfilmt.
Der vermessene Mensch ist ein deutscher Spielfilm von Lars Kraume aus dem Jahr 2023, der auf dem Roman Morenga basiert.